# Liste der Bodendenkmale in Brücken-Hackpfüffel
In der Liste der Bodendenkmale in Brücken-Hackpfüffel sind alle Bodendenkmale der Gemeinde Brücken-Hackpfüffel und ihrer Ortsteile aufgelistet. Grundlage ist die Veröffentlichung der Landesdenkmalliste mit Stand vom 25. Februar 2016.  Die Baudenkmale sind in der Liste der Kulturdenkmale in Brücken-Hackpfüffel aufgeführt.
| Denkmal-ID | Fundart          | Ortsteil    | Bezeichnung | Zeitstellung | Lage                      | Bemerkungen                                                                                   | Bild |
| ---------- | ---------------- | ----------- | ----------- | ------------ | ------------------------- | --------------------------------------------------------------------------------------------- | ---- |
| 428311115  | besonderer Stein | Hackpfüffel | Menhir      | undatiert    | vor der Dorfkirche (Lage) | Große flache Platte ohne Bearbeitungsspuren, ehemaliger Standort dem sogenannten ‚Steinfleck‘ |      |